# La Chapelle-Saint-Sauveur (Loira Atlàntic)

Localització de La Chapelle-Saint-Sauveur (Loira Atlàntic)

La Chapelle-Saint-Sauveur (en bretó Chapel-ar-Salver) és un municipi francès, situat a la regió de país del Loira, al departament de Loira Atlàntic, que històricament va formar part de la Bretanya. L'any 2006 tenia 727 habitants. Limita amb Belligné, Varades, Montrelais i Le Fresne-sur-Loire a Loira Atlàntic i Saint-Sigismond a Maine i Loira.

## Demografia
| 1962                                       | 1968 | 1975 | 1982 | 1990 | 1999 |
| ------------------------------------------ | ---- | ---- | ---- | ---- | ---- |
| 644                                        | 664  | 617  | 596  | 618  | 627  |
| Des de 1962: població sense dobles comptes |      |      |      |      |      |

## Administració
| Període | Identitat      | Partit |
| ------- | -------------- | ------ |
| 2001-   | Claude Bricaud | PS     |